# Jochen Eckert
Jochen Eckert (* 3. November 1940) ist ein deutscher klinischer Psychologe.

## Leben
Nach dem Abschluss des Psychologiestudiums 1970 war er klinischer Psychologe (1970–1989) an der Psychiatrischen und Nerven- und Poliklinik des Universitätskrankenhauses Hamburg-Eppendorf. Von 1985 bis 1991 lehrte er als Privatdozent für Klinische Psychologie und Psychotherapie in Hamburg und von 1991 bis 2006 als Professor (C4) für Klinische Psychologie und Psychotherapie.
Seine Forschungsschwerpunkte sind Psychotherapieforschung (Gesprächspsychotherapie, vergleichende Therapieforschung, Stationäre Gruppentherapie), Diagnostik und Therapie der Borderline-Persönlichkeitsstörung und differentielle Therapieindikation.

## Schriften (Auswahl)
- mit Eva-Maria Biermann-Ratjen und Diether Höger (Hrsg.): Gesprächspsychotherapie. Lehrbuch für die Praxis. Heidelberg 2006, ISBN 3-540-28463-X.
- mit Sven Barnow und Rainer Richter (Hrsg.): Das Erstgespräch in der klinischen Psychologie. Diagnostik und Indikation zur Psychotherapie. Bern 2010, ISBN 978-3-456-84781-8.
- mit Eva-Maria Biermann-Ratjen und Hans-Joachim Schwartz: Gesprächspsychotherapie. Verändern durch Verstehen. Stuttgart 2016, ISBN 3-17-029413-X.
- mit Eva-Maria Biermann-Ratjen: Gesprächspsychotherapie. Ursprung – Vorgehen – Wirksamkeit. Stuttgart 2017, ISBN 3-17-029080-0.